# Märchenlandweg

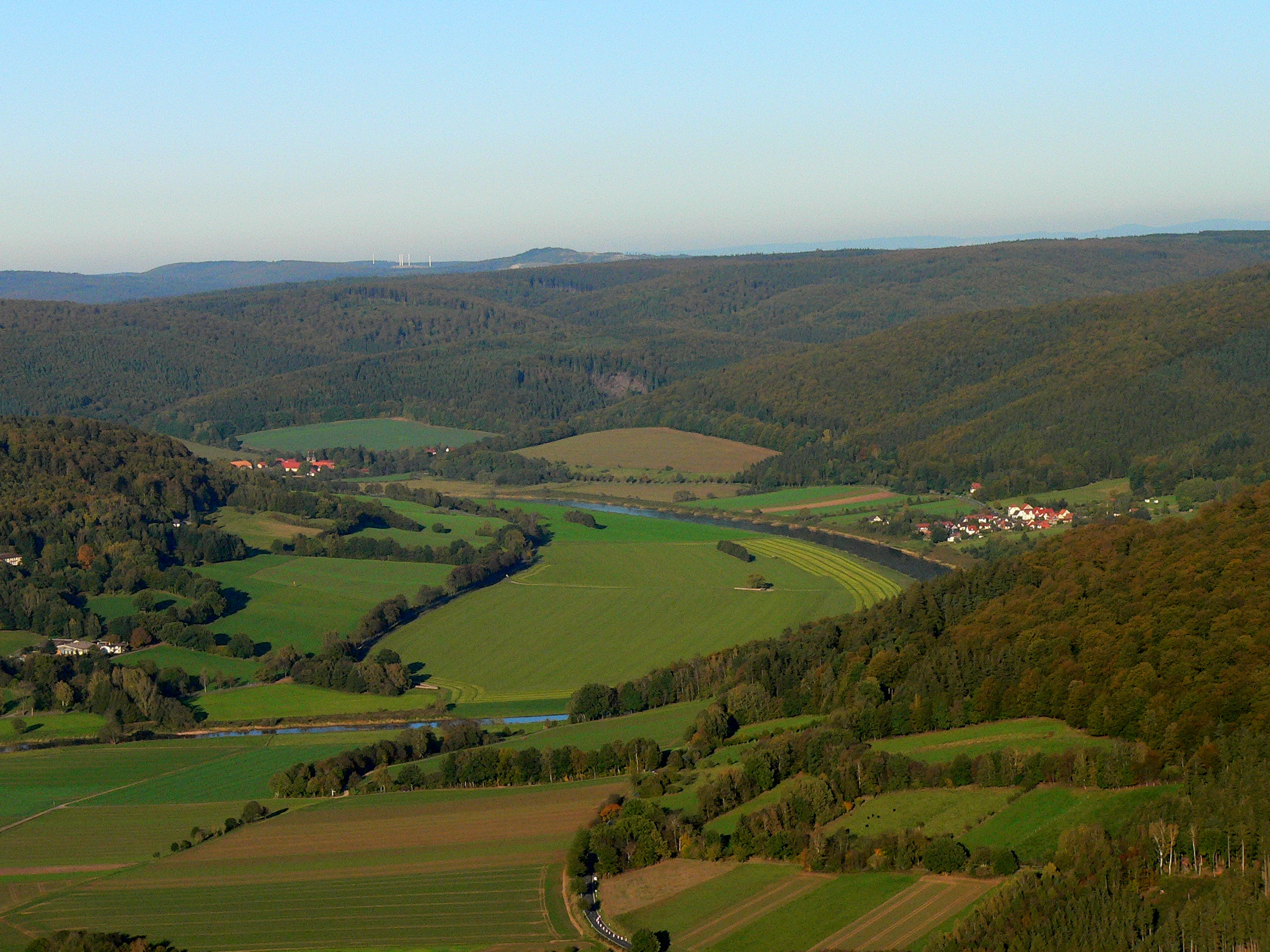
Oberes Wesertal mit Glashütte (vorne) und Kloster Bursfelde am Bramwald (Blick nordostwärts aus einem Heißluftballon)

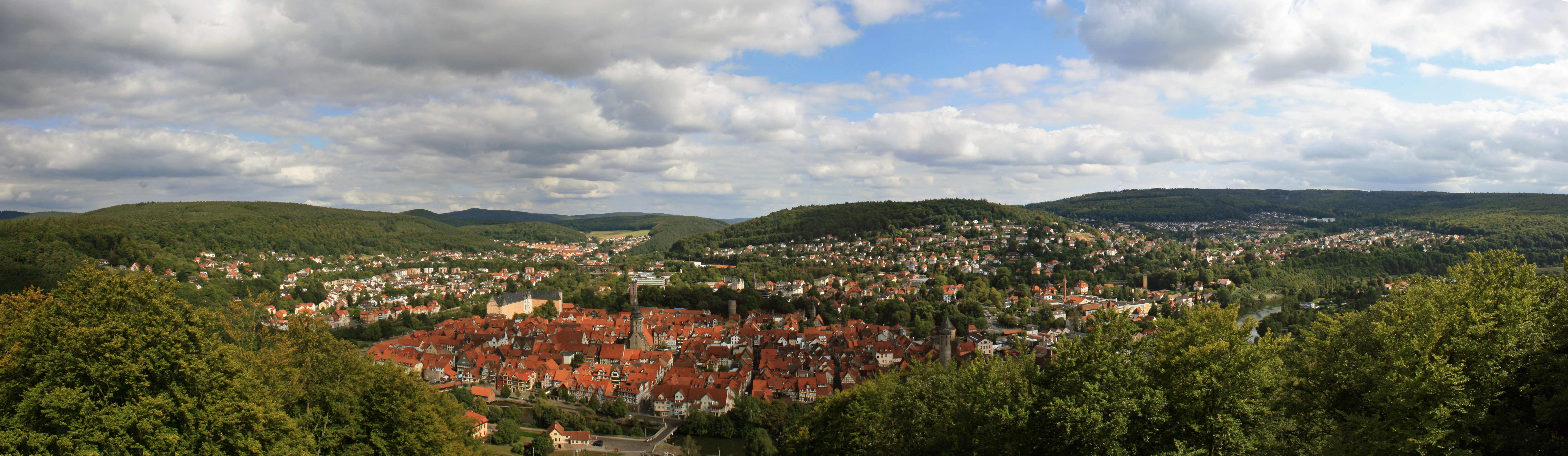
Blick von der Tillyschanze auf die Kernstadt von Hann. Münden

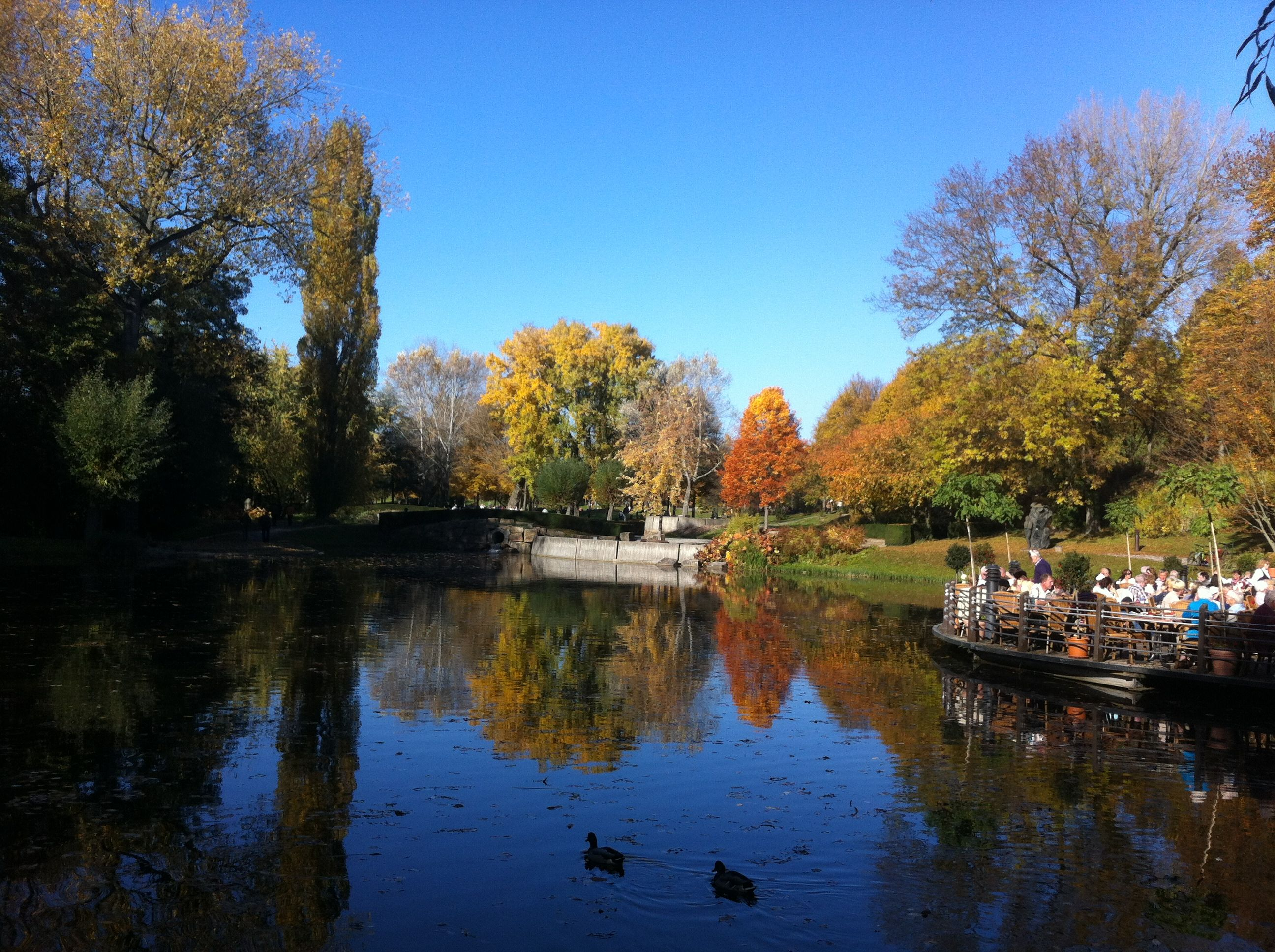
Im Ahnepark in Vellmar

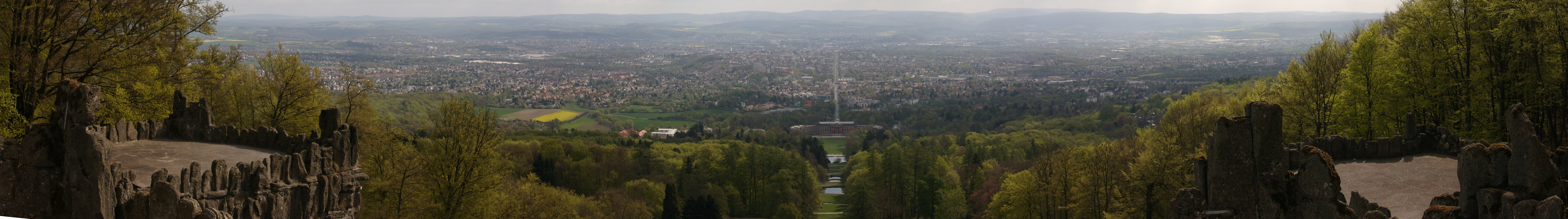
Blick vom Herkules in das Kasseler Becken, u. a. mit Reinhardswald, Kaufunger Wald und Söhre am Horizont

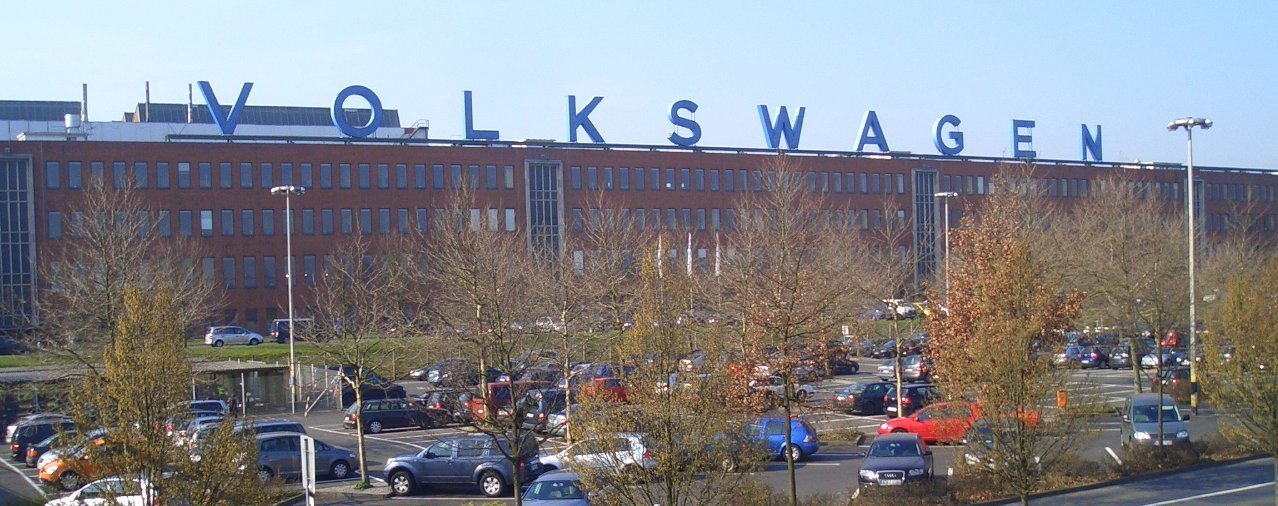
Volkswagenwerk Kassel in Baunatal

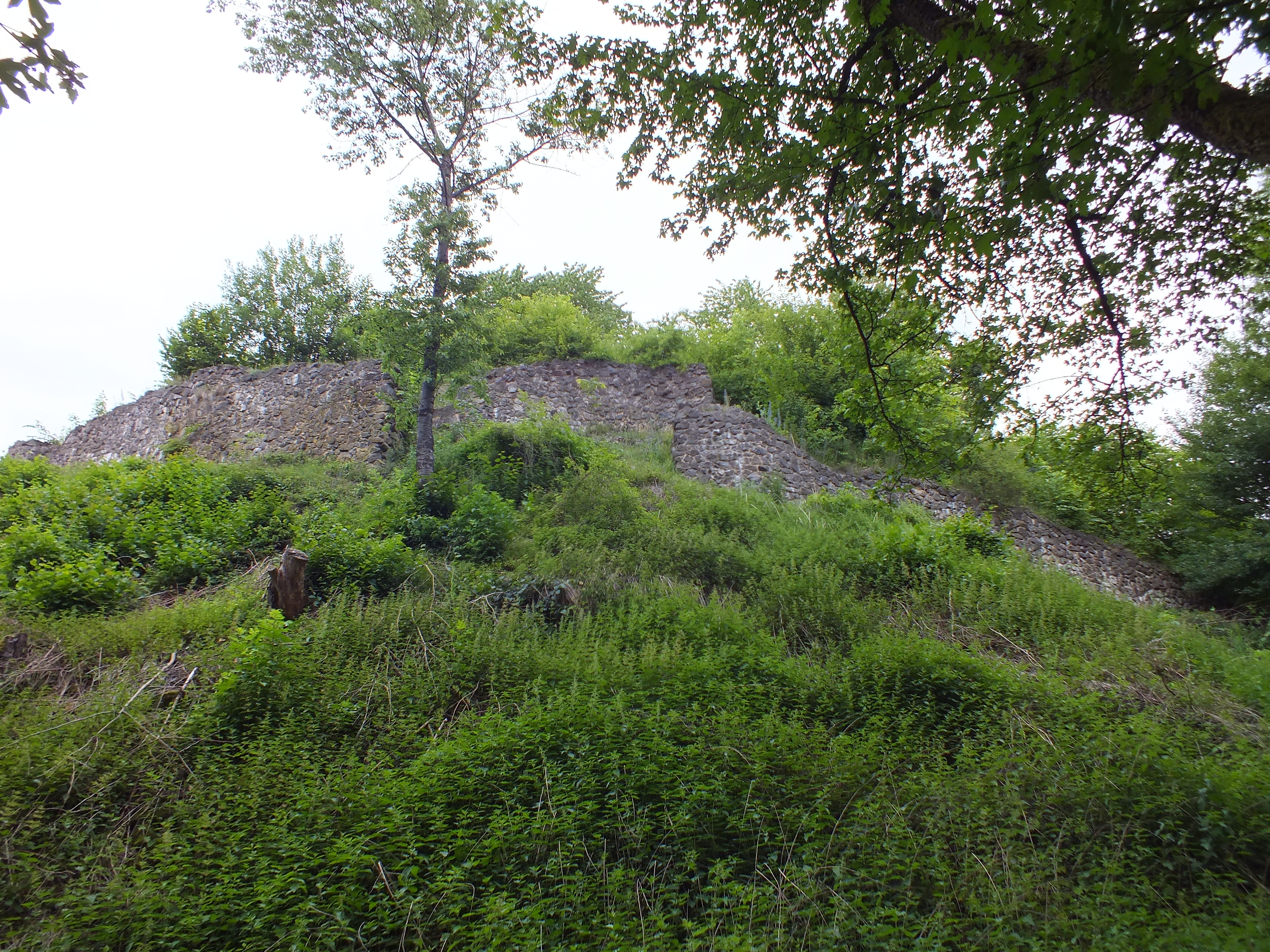
Burgruine Schauenburg bei Hoof

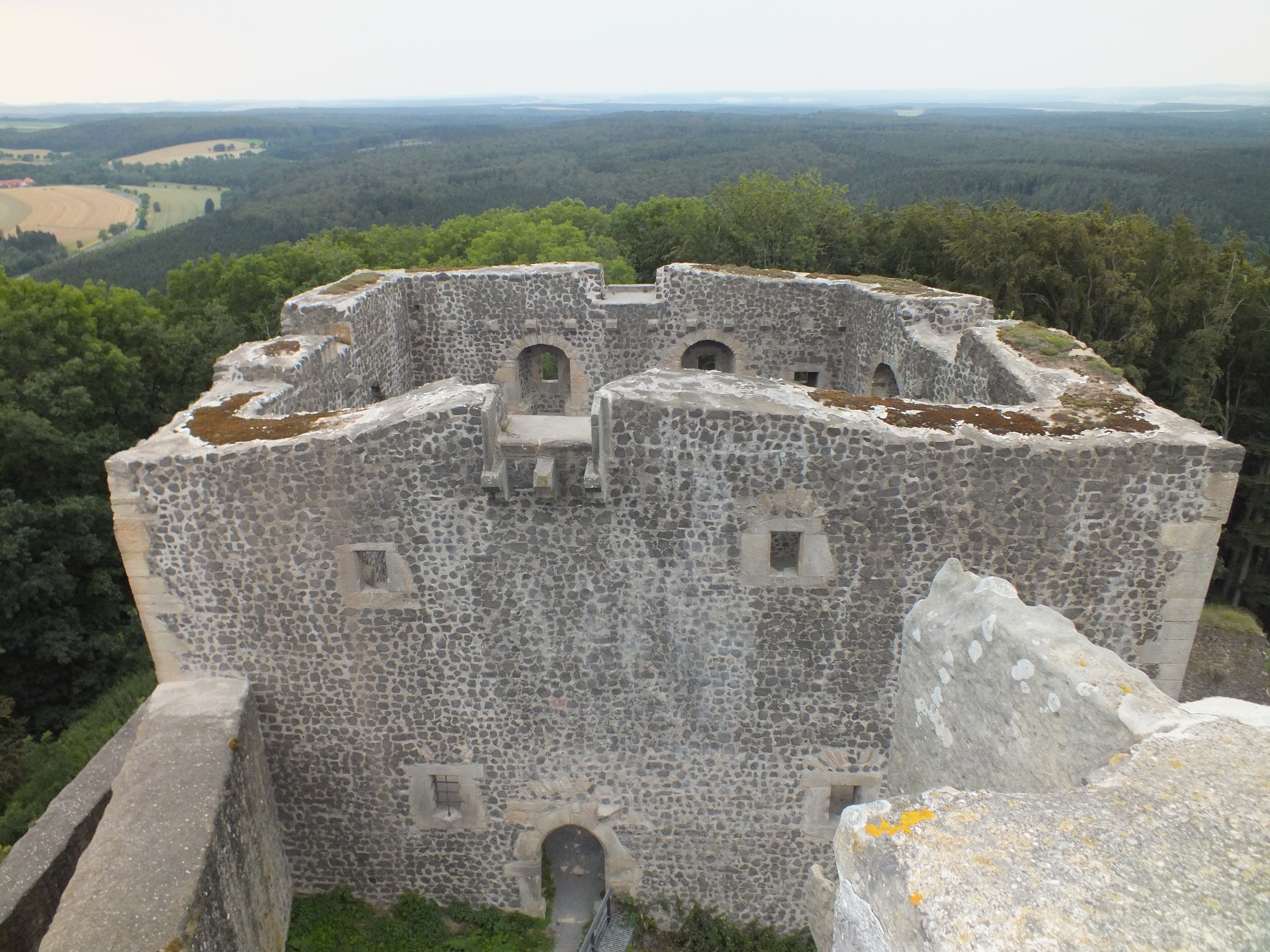
Weidelsburg: Nordwestpalas

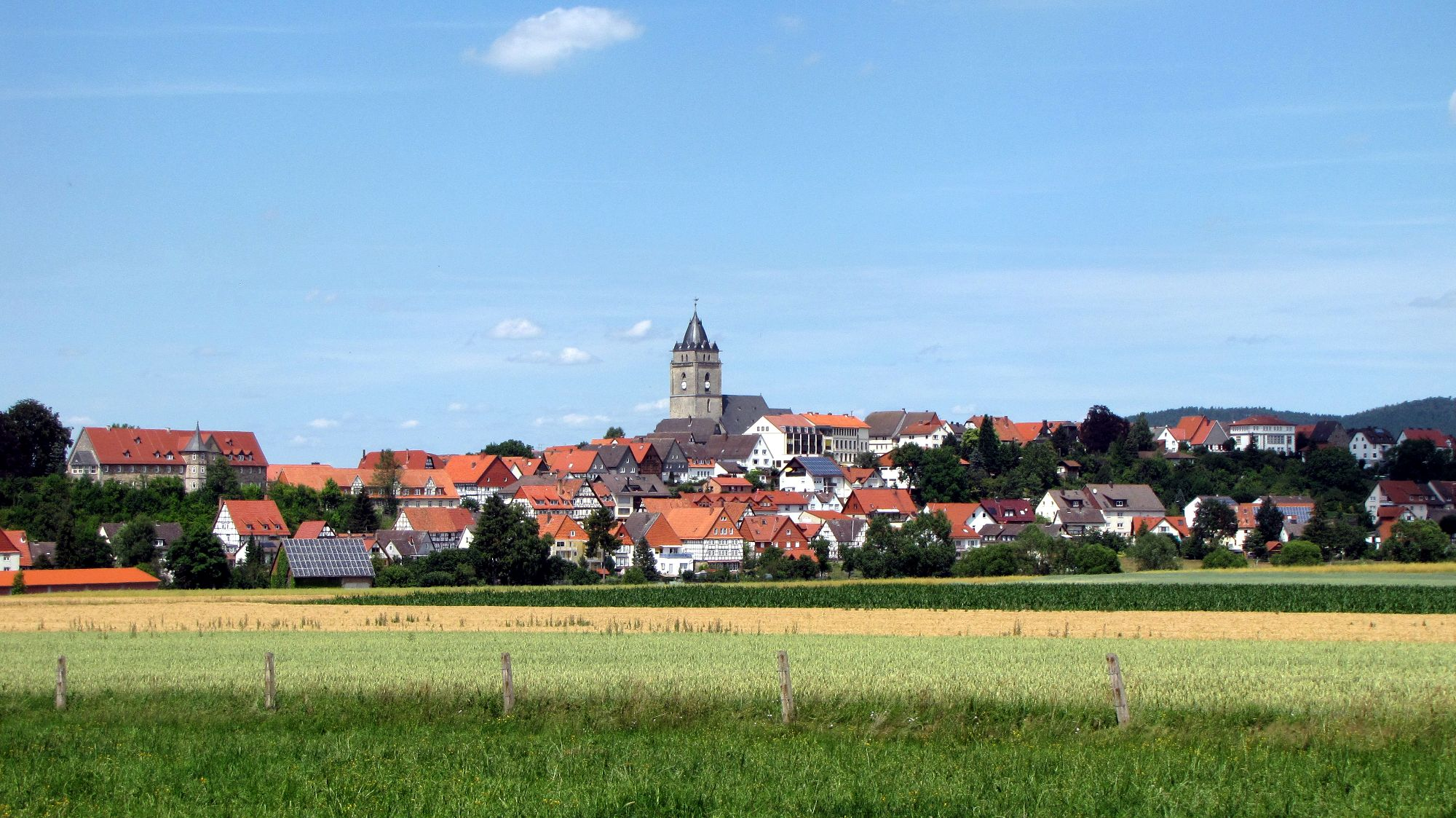
Wolfhagen mit Stadtkirche

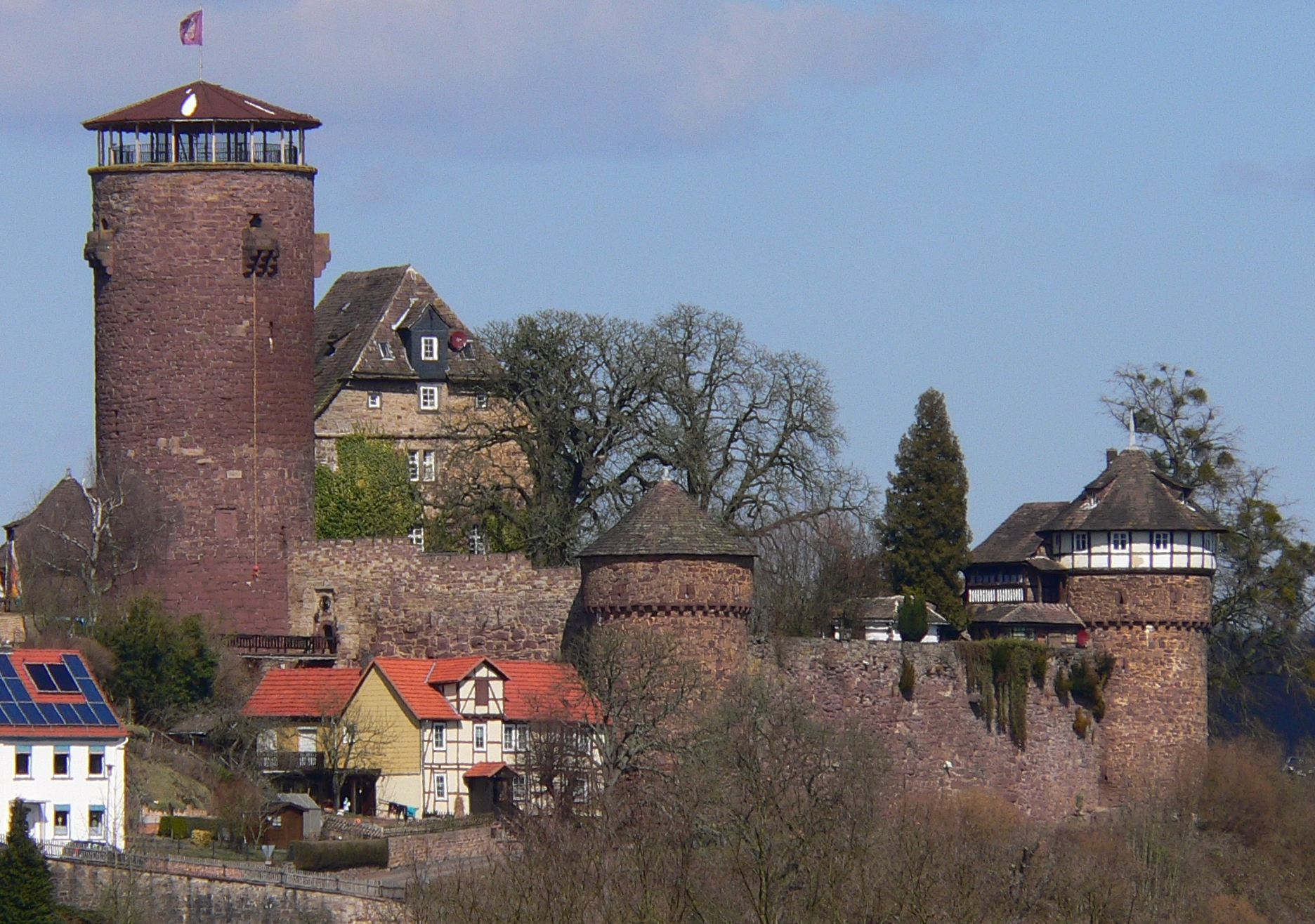
Burg Trendelburg in Trendelburg

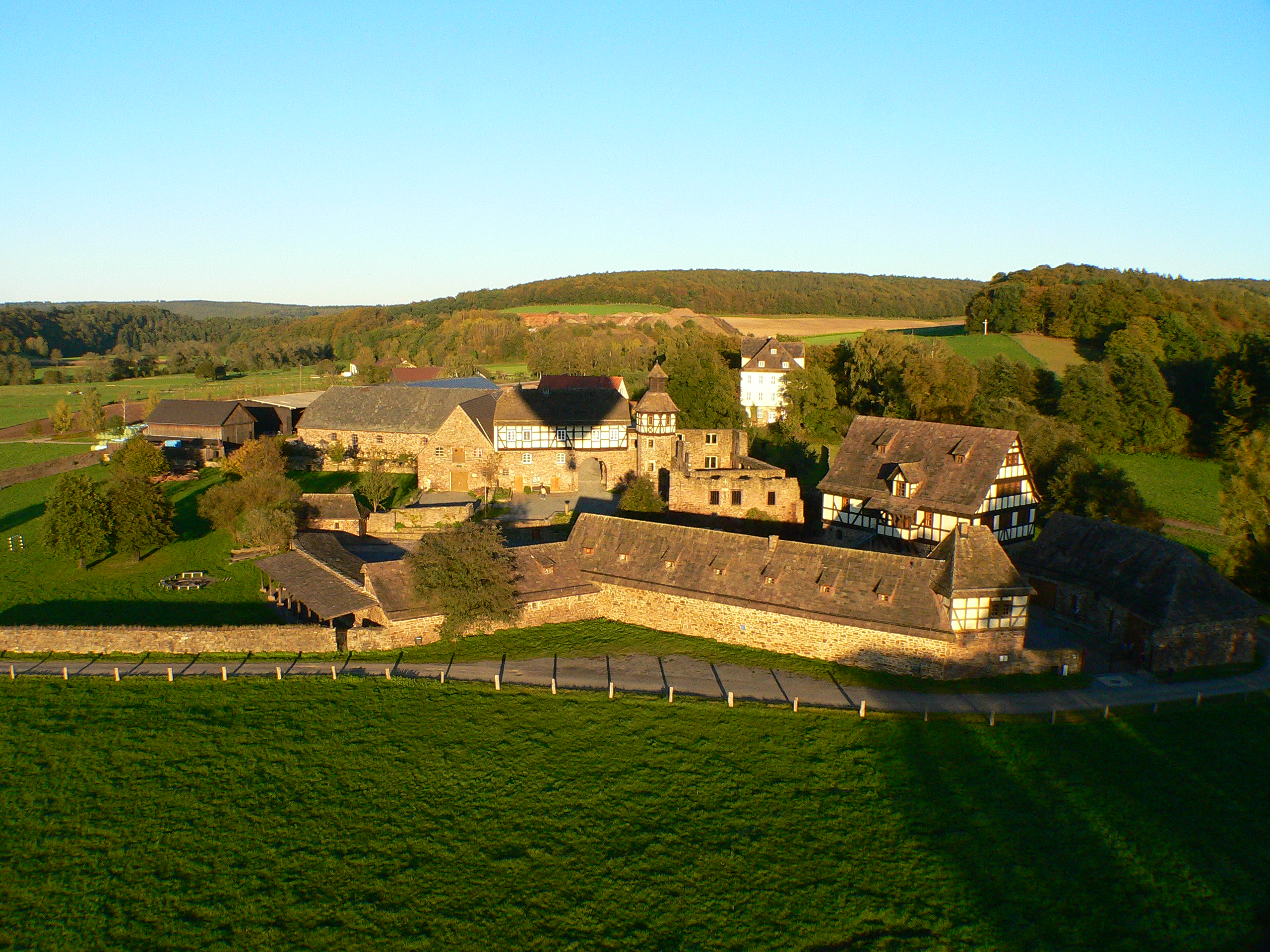
Wasserschloss Wülmersen, an der Holzape; Blick aus einem Heißluftballon

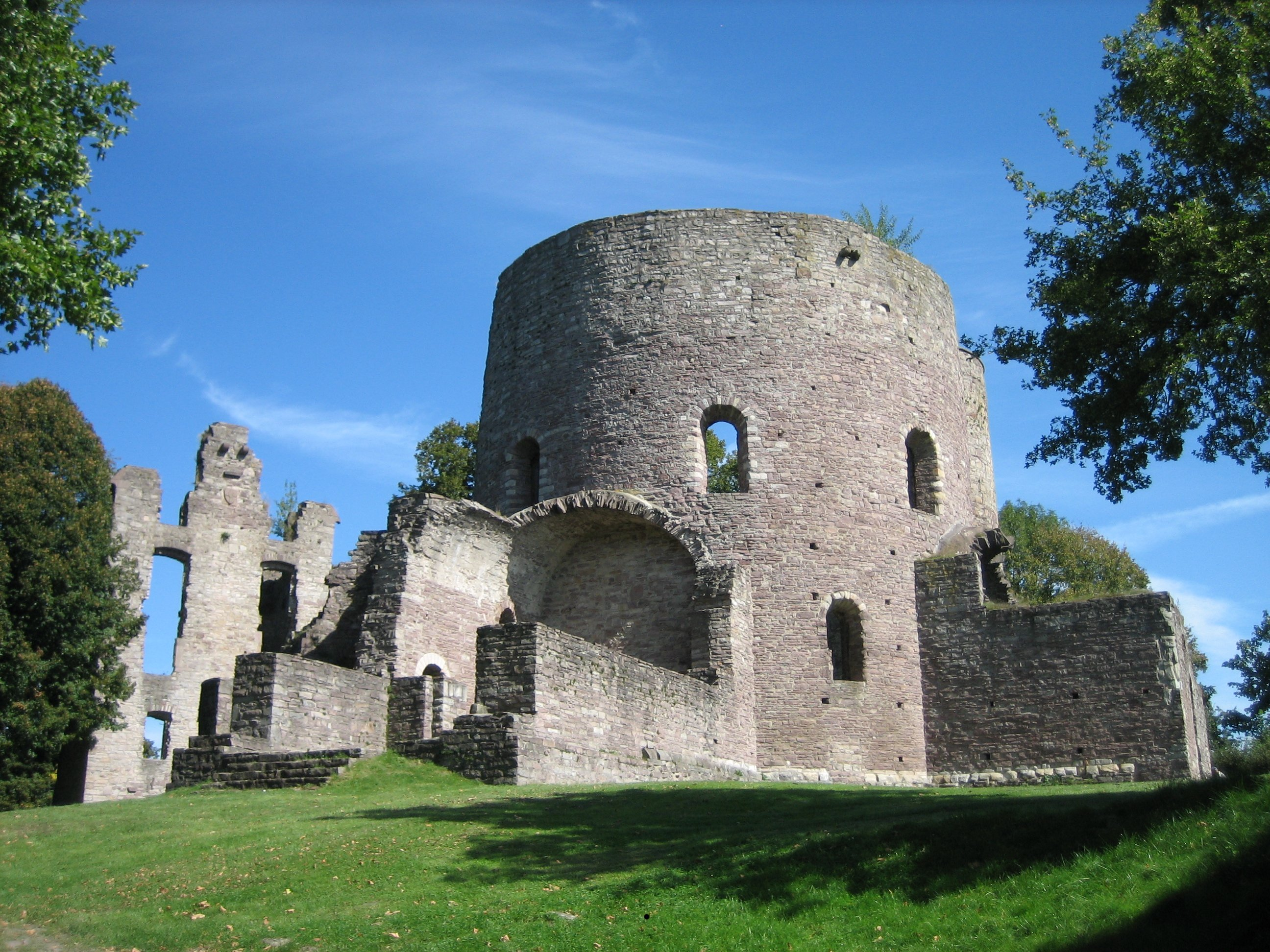
Krukenburg bei Helmarshausen

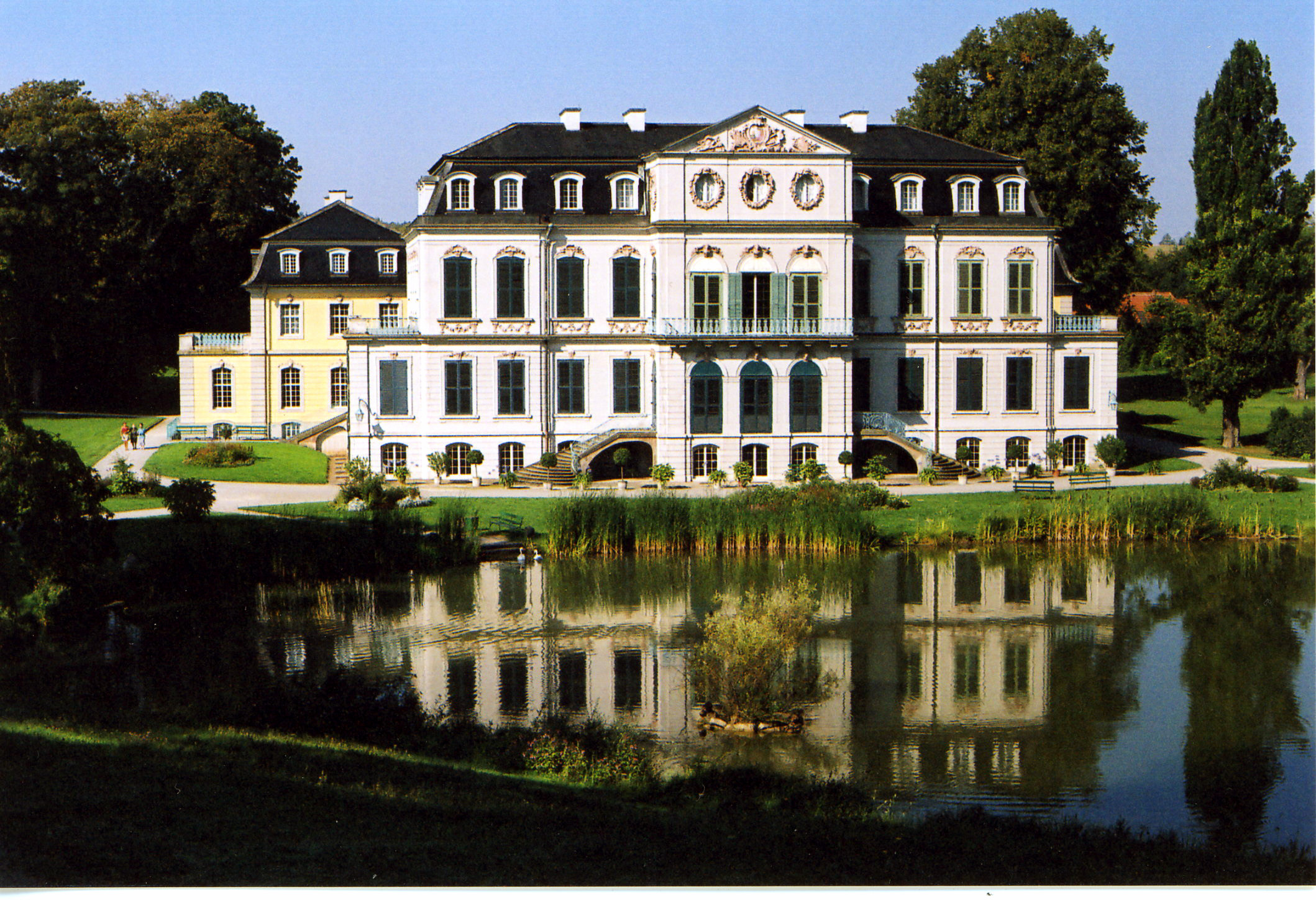
Schloss Wilhelmsthal bei Calden

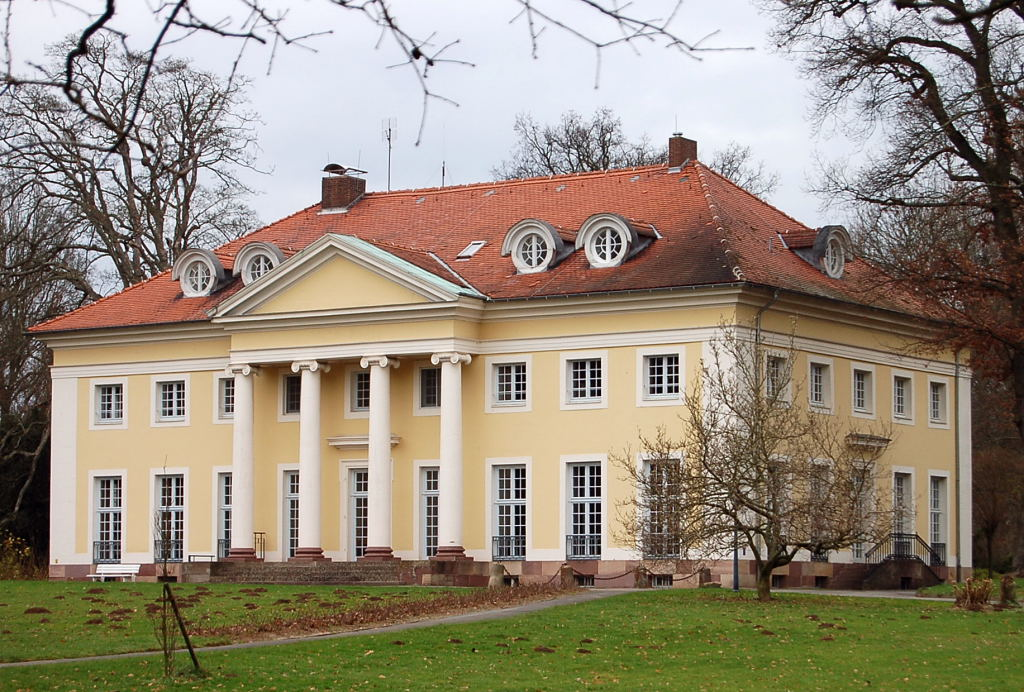
Schlösschen Schönburg in Hofgeismar

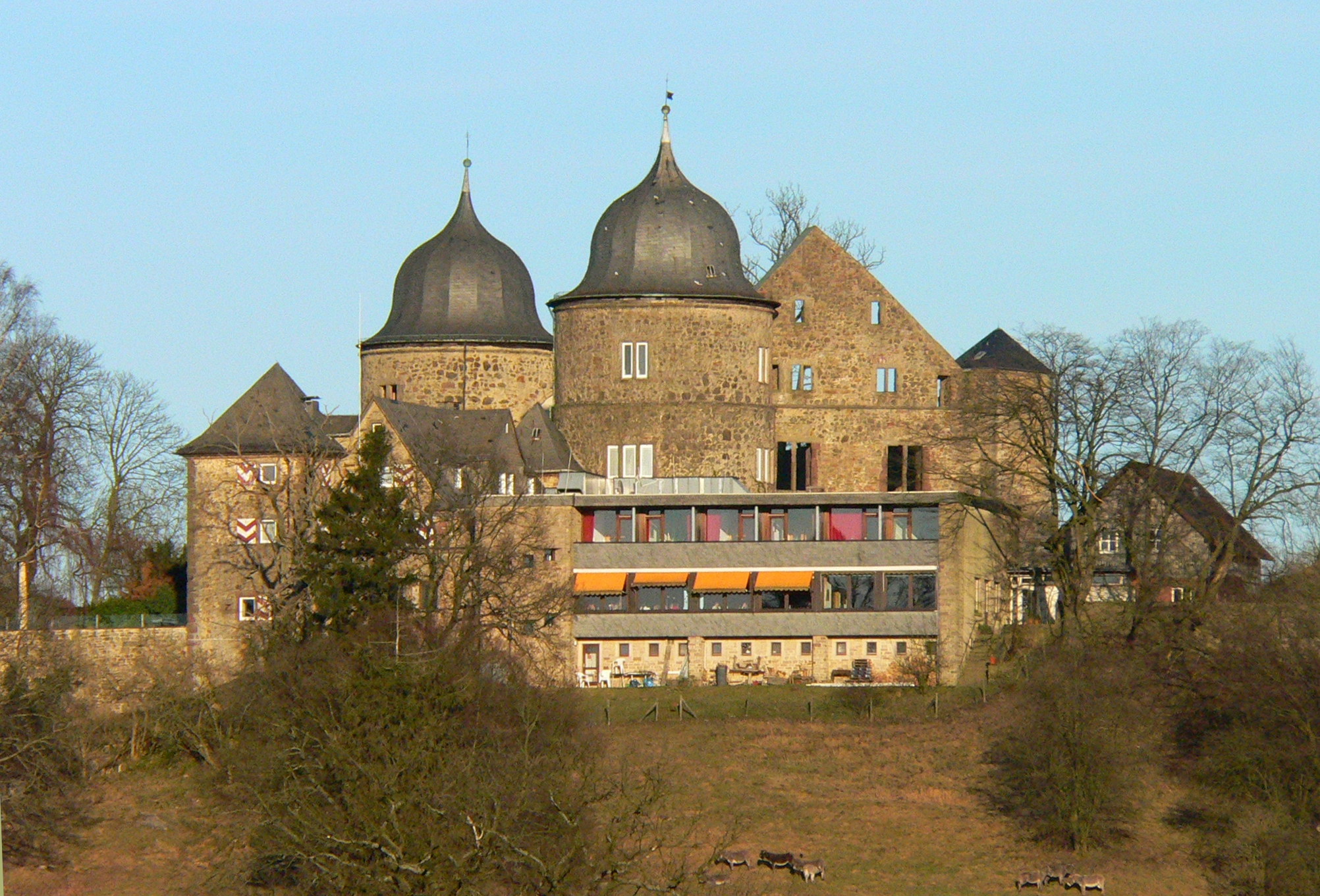
Sababurg im Reinhardswald

Der Märchenlandweg ist ein 440,2 km langer, am 17. September 2000 eröffneter Rund- und Fernwanderweg in Nordhessen, Südniedersachsen und Ostwestfalen, der unter anderem im Reinhardswald, Solling, Kaufunger Wald, in der Söhre und im Habichtswälder Bergland verläuft. Er verbindet 26 Städte und Gemeinden des Landkreises Kassel, die Großstadt Kassel und die südniedersächsische Mittelstadt Hann. Münden. Sein Wanderzeichen ist ein charakteristisches weißes M mit links unten befindlichem Schlenker.
Sein Streckennetz wurde vom Hessisch-Waldeckischen Gebirgs- und Heimatverein (HWGHV) und Verein für Regionalentwicklung im Landkreis Kassel erarbeitet. Anhand von entlang des Wegs befindlichen Schautafeln, zu denen unter anderem auch Heimat- und Geschichtsvereine Informationen über örtliche Begebenheiten beitrugen, kann man sich über die Vielfalt von Märchen und Sagen der Brüder Grimm informieren. Man erfährt auch von Theaterstücken, Märchenspeisen, Märchenfiguren, einer Märchentöpferei, wo der Gestiefelte Kater zu Hause war und Rapunzel ihr Haar herunterließ, man trifft auf das Dornröschenschloss Sababurg, auf Skulpturen und das Brüder-Grimm-Museum in Kassel und erhält Infos zur Schlacht bei Lutterberg und Schlacht bei Wilhelmsthal.

## Verlauf
Der Märchenlandweg besteht aus einem Rundwanderweg als Hauptweg und einigen Nebenwegen:

### Rundwanderweg (Hauptweg)
Rundweg der Etappen 1 bis 22 – inklusive Nebenweg der Etappe 15:
Der Märchenlandweg beginnt im nordhessischen Bad Karlshafen (ca. 99 m ü. NHN), der niedrigsten Stelle des Wanderwegs; als Startort gilt das Hafenbecken am Landgraf-Carl-Kanal. Er führt teils auf dem Frau-Holle-Pfad oberhalb der Weser vorbei an Gewissenruh durch den Reinhardswald und dann jenseits des Flusses durch Lippoldsberg und den Forstort Kiffing im historischen Waldgebiet Werderholz (Teil des Kuppigen Solling) nach Oedelsheim. Wiederum jenseits der Weser verläuft er durch Gottstreu und vorbei an Weißehütte entlang der Ostflanke des Reinhardswaldes und des Oberen Wesertals durch Veckerhagen und Vaake ins südniedersächsische Hann. Münden. Dort erreicht der Weg vorbei an der Tillyschanze, von wo aus der Blick nach Hann. Münden fällt, und danach im Tal nach Überqueren der Fulda auf der Hängebrücke den nahe der Altstadt gelegenen Tanzwerder mit den Wesersteinen. Direkt nördlich davon liegt der Zusammenfluss von Fulda und Werra zur Weser.
Hiernach verläuft der Wanderweg über die Blaue Brücke als Hängebrücke zurück zur Tillyschanze und dann im unteren Tal der Fulda vorbei an Wilhelmshausen und einem der Orte der einstigen Schlacht bei Lutterberg am Osterbach nach Knickhagen und von dort hinauf nach Immenhausen. Danach führt er im Gemeindegebiet von Espenau, sich ein Wegstück mit dem Kassel-Steig teilend, durch Mönchehof nach Schäferberg. Hiernach erreicht der Weg Vellmar, wo er durch den Ahnepark an der Ahne führt. Dann verläuft er durch nördliche Kasseler Stadtteile zur Innenstadt von Kassel, wo er über den Friedrichsplatz führt. Anschließend verläuft der Weg durch südliche Kasseler Stadtteile und – die Fulda südlich der Karlsaue überquerend – im Geo-Naturpark Frau-Holle-Land (Werratal.Meißner.Kaufunger Wald) und damit im Kaufunger Wald durch Lohfelden – die Bundesautobahn 7 überquerend – nach und durch Niederkaufungen. Von dort führt er mit dem Kassel-Steig und Eco Pfad Mensch und Wasser in Kaufungen flussaufwärts entlang der Losse und dann den Steinertsee (dort wird die Minieisenbahn Steinertseebahn betrieben) passierend zum Lossetalstadion in Oberkaufungen.
Hiernach verläuft der Weg durch Nieste (an der Nieste) und Wickenrode nach Helsa (an der Losse). Dann führt er im Tal der Losse nach Eschenstruth und von dort in der Söhre durch St. Ottilien und Wattenbach – den Christteich passierend – nach Dörnhagen, wo er sich den Weg abschnittsweise mit dem Kassel-Steig teilt. Außerhalb des Geo-Naturparks Frau-Holle-Land verläuft er nach erneutem Überqueren der A 7 weiter durch die Fuldabrücker Gemeindeteile Dennhausen und Dittershausen – die Fulda in Sichtweite der Fuldatalbrücke Fuldabrück (Schnellfahrstrecke Hannover–Kassel–Würzburg) erneut überquerend – zur Hütt-Brauerei (Knallhütte) im Baunataler Stadtteil Rengershausen.
Von Rengershausen führt der Weg – die A 49 unterquerend und das Volkswagenwerk Kassel (in Baunatal) passierend – im Naturpark Habichtswald durch die Baunataler Kernstadt, wo er durch den Stadtpark Baunatal an der Bauna verläuft. Danach führt er durch Elgershausen, wo der Ederseeweg kreuzt, und Hoof – den Habichtswaldsteig und Kassel-Steig kreuzend – über den Burgberg der Burgruine Schauenburg nach Breitenbach. Dort ist der Rundweg unterbrochen, denn die Etappe 15 beginnt nicht in Breitenbach, sondern verläuft als Nebenweg vom im Hohen Habichtswald befindlichen Herkules (ca. 515 m), der höchsten Stelle des Weges, durch das Tal des Firnsbachs und vorbei an der Teufelsmauer – abschnittsweise zusammen mit dem Kassel-Steig angelegt und die A 44 unterquerend – nach Elgershausen. Erst mit der darauf folgenden Etappe wird der Rundweg in Breitenbach fortgesetzt und führt von dort durch Sand (an der Ems) nach Naumburg (an der Elbe).
Danach verläuft der Weg vorbei an der Weidelsburg, durch Ippinghausen (an der Elbe) und Leckringhausen nach Wolfhagen (am Mühlenwasser) und dann weiter über den Ofenberg und hinab ins Tal der Erpe. Dann erreicht er durch Nothfelden, dem an der Dase gelegenen Niederelsungen – die A 44 erneut unterquerend – und Breuna das am Ruhrbach gelegene Niederlistingen, wo er den Naturpark Habichtswald verlässt. Von dort führt er durch Ersen nach Liebenau und dann teils entlang der auch überquerten Diemel nach Lamerden und danach östlich entlang des Tals der Alster durch Muddenhagen (im ostwestfälischen Kreis Höxter), Sielen – die Diemel erneut überquerend – Hümme und Stammen zur abermals jenseits des Flusses in Trendelburg gelegenen Burg Trendelburg.
Dann verläuft der Weg östlich entlang der Diemel durch Wülmersen, das nahe der Mündung der Holzape in die Diemel liegt, und Helmarshausen – den Fluss nochmals überquerend – vorbei an der dortigen Krukenburg und dann weiter entlang der Diemel – diese letztmals überquerend – nach Bad Karlshafen, dem Startort des Märchenlandwegs.

### Nebenwege
Neben oben erläutertem Rundwanderweg (Hauptweg) gibt es diese Nebenwege, die teils vom Rundweg abzweigen:
Nebenweg der Etappe 15:
Herkules–Elgershausen: siehe Erläuterungen im obigen Abschnitt Rundweg der Etappen 1 bis 22 – inklusive Nebenweg der Etappe 15
Nebenweg der Etappen 23 bis 26:
Dieser Nebenweg beginnt in Calden am Schloss Wilhelmsthal und führt vom ehemaligen Tiergarten Calden durch den Caldener Kernort, Frankenhausen, Burguffeln und jenseits der Esse durch Grebenstein mit dortiger Ruine der Burg Grebenstein und nach erneutem Überqueren der Esse durch Kelze nach Hofgeismar. Dort überquert er nochmals die Esse und passiert nach Überqueren der Lempe das Schlösschen Schönburg. Dann verläuft er durch Schöneberg und durch die an der Lempe gelegene Dörfer Carlsdorf und Hombressen auf den Reinhardswald zu, in dem er durch Beberbeck und nach Überqueren der Holzape vorbei am Urwald Sababurg und Tierpark Sababurg zur Sababurg und dann weiter durch Gottsbüren und vorbei an Helmarshausen nach Bad Karlshafen führt.
Nebenweg der Etappen 27 bis 29:
Dieser Nebenweg beginnt auch in Calden am Schloss Wilhelmsthal und verläuft teils mit Blick auf den Flughafen Kassel-Calden durch dessen einstigen Tiergarten durch Fürstenwald – nordöstlich vorbei am Hangarstein – nach Weimar (zu Ahnatal), das sich an der Ahne befindet. Fortan führt er im Naturpark Habichtswald – den Bühl passierend – zum an der Ahne und Bundesstraße 251 stehenden Landgasthaus Zum Ahnetal und dann vorbei am Hohlestein, wo er auf den Kassel-Steig stößt, Hohen Dörnberg und Helfenstein sowie unter dem Warmetalviadukt (Warme) hindurch nach Zierenberg, das an der Warme liegt. Hiernach verläuft er über den unteren Teil der Ostflanke des Großen Bärenbergs, dann durch Bodenhausen (an der Warme) und vorbei am Habichtstein nach Ehlen (an der Warme). Anschließend führt er durch Dörnberg (am Lubach) hinauf zum Herkules, wobei er sich abschnittweise die Strecke mit dem Habichtswaldsteig und Kassel-Steig teilt.
Nebenweg der Etappen 30 und 31:
Dieser Nebenweg, der die A 7 dreimal unterquert, führt anfangs im Geo-Naturpark Frau-Holle-Land von Niederkaufungen (an der Losse) durch Heiligenrode, durch das auch der Kassel-Steig verläuft, und Sandershausen (beide an der Nieste) zum an der Fulda im südniedersächsischen Naturpark Münden gelegenen Spiekershausen. Dann führt er, abschnittsweise zusammen mit dem Kassel-Steig, vorbei an Landwehrhagen nach Sichelnstein mit dortiger Burgruine Sichelnstein. Anschließend verläuft er vorbei am Hühnerfeldberg und dortigem Wildgehege Rinderstall zur Altstadt von Hann. Münden mit dem etwas nordwestlich davon am Tanzwerder gelegenen Weserursprung. Nach Überqueren der Pionierbrücke (B 496) führt der Weg zur Tillyschanze.

## Etappenübersicht
Der Märchenlandweg besteht aus insgesamt 31 Etappen:
|    | von                           | nach                                                             | Länge                      | Dauer               | Info | Art |
| -- | ----------------------------- | ---------------------------------------------------------------- | -------------------------- | ------------------- | ---- | --- |
| 1  | Bad Karlshafen                | Lippoldsberg                                                     | 12,8 km                    | 3,0 h               | Link | Ha  |
| 2  | Lippoldsberg                  | Gottstreu                                                        | 20,5 km                    | 4 h                 | Link | Ha  |
| 3  | Gottstreu                     | Veckerhagen                                                      | 14,5 km                    | 5 h                 | Link | Ha  |
| 4  | Veckerhagen                   | Hann. Münden                                                     | 11,6 km                    | 4 h                 | Link | Ha  |
| 5  | Hann. Münden                  | Knickhagen                                                       | 10,1 km                    | 3 h                 | Link | Ha  |
| 6  | Knickhagen                    | Immenhausen                                                      | 10,2 km                    | 3 h                 | Link | Ha  |
| 7  | Immenhausen                   | Espenau-Schäferberg                                              | 9,2 km                     | 3 h                 | Link | Ha  |
| 8  | Espenau-Schäferberg           | Kassel                                                           | 14,2 km                    | 4 h                 | Link | Ha  |
| 9  | Kassel                        | Niederkaufungen                                                  | 18,7 km                    | 5 h                 | Link | Ha  |
| 10 | Niederkaufungen               | Nieste                                                           | 12,2 km                    | 4 h                 | Link | Ha  |
| 11 | Nieste                        | Helsa                                                            | 14,9 km                    | 5 h                 | Link | Ha  |
| 12 | Helsa                         | Wattenbach                                                       | 13,2 km                    | 4 h                 | Link | Ha  |
| 13 | Wattenbach                    | Rengershausen                                                    | 21,3 km                    | 5 h                 | Link | Ha  |
| 14 | Rengershausen                 | Breitenbach                                                      | 13,3 km                    | 4,5 h               | Link | Ha  |
| 15 | Herkules                      | Elgershausen                                                     | 7,7 km                     | 2 h                 | Link | Ne  |
| 16 | Breitenbach                   | Naumburg                                                         | 16,2 km                    | 5 h                 | Link | Ha  |
| 17 | Naumburg                      | Wolfhagen                                                        | 13,9 km                    | 4½ h                | Link | Ha  |
| 18 | Wolfhagen                     | Niederelsungen                                                   | 16,2 km                    | 5 h                 | Link | Ha  |
| 19 | Niederelsungen                | Niederlistingen                                                  | 18,7 km                    | 6 h                 | Link | Ha  |
| 20 | Niederlistingen               | Lamerden                                                         | 14,9 km                    | 5 h                 | Link | Ha  |
| 21 | Lamerden                      | Trendelburg                                                      | 15,9 km                    | 5 h                 | Link | Ha  |
| 22 | Trendelburg                   | Bad Karlshafen                                                   | 15,5 km                    | 5 h                 | Link | Ha  |
| 23 | Calden (Schloss Wilhelmsthal) | Grebenstein                                                      | 13,1 km                    | 4½ h                | Link | Ne  |
| 24 | Grebenstein                   | Hofgeismar                                                       | 8,7 km                     | 3 h                 | Link | Ne  |
| 25 | Hofgeismar                    | Sababurg                                                         | 21,1 km                    | 6 h                 | Link | Ne  |
| 26 | Sababurg                      | Bad Karlshafen                                                   | 13,8 km                    | 4½ h                | Link | Ne  |
| 27 | Calden (Schloss Wilhelmsthal) | Ahnatal                                                          | 11,2 km                    | 3½ h                | Link | Ne  |
| 28 | Ahnatal                       | Zierenberg                                                       | 9,7 km                     | 3 h                 | Link | Ne  |
| 29 | Zierenberg                    | Herkules                                                         | 15,2 km                    | 5 h                 | Link | Ne  |
| 30 | Niederkaufungen               | Spiekershausen                                                   | 12,7 km                    | 4 h                 | Link | Ne  |
| 31 | Spiekershausen                | Hann. Münden                                                     | 19 km                      | 5 h                 | Link | Ne  |
|    |                               | Gesamt (Ha + Ne; ca.): Summe, nur Ha (ca.): Summe, nur Ne (ca.): | 440,2 km 286,9 km 153,3 km | 132,5 h 84,5 h 48 h |      |     |